# Destin des maladies infectieuses
Destin des maladies infectieuses est un essai scientifique du professeur de médecine et microbiologiste français Charles Nicolle, écrit en 1933 et publié aux éditions des Presses universitaires de France en 1939 (3e édition). L'ouvrage est consultable en ligne.

## Présentation
Il s'agit d'un ouvrage rédigé et paru avant la Seconde Guerre mondiale à partir d'un cours du Collège de France, ouvrage qui reprend et complète l’ouvrage Naissance, vie et mort des maladies infectieuses publiée en 1930. 
Charles Nicolle présente de façon personnelle mais très précise les origines, le principe et le fonctionnement des maladies infectieuses. Il adopte un style « aussi peu professionnel que possible », s'adressant aussi bien « à des savants et au grand public instruit ». Il expose des idées générales, parfois philosophiques. Dans sa préface il écrit : « On y relèvera aussi des suggestions et des enchaînements que je suis le premier à tenir pour téméraires ».
Même si l'analyse et les études des maladies ont relativement changé au fil des décennies suivantes, l'ouvrage présente et décrit les caractéristiques générales des maladies infectieuses qui, elles, ne varient pas. Il se présente en cinq chapitres distincts :
1. Maladies infectieuses et microbes pathogènes
2. La maladie infectieuse chez l'individu
3. La maladie épidémique
4. Naissance des maladies
5. Mort des maladies infectieuses
6. Destin des maladies infectieuses

## Auteur

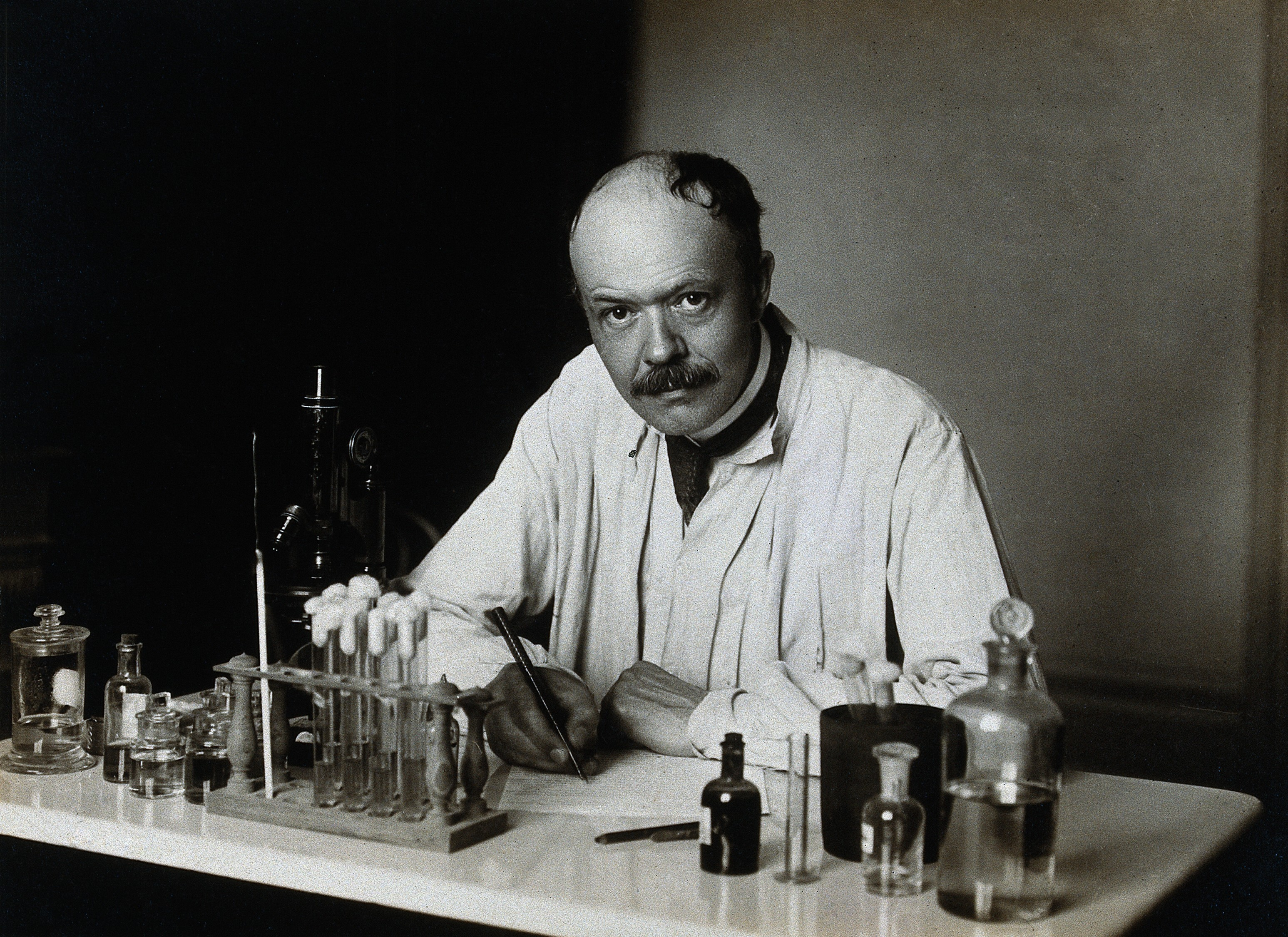
Charles Nicolle

Le professeur Charles Nicolle (1866-1936) est un médecin français. Membre de l'Institut, professeur au Collège de France, directeur de l'Institut Pasteur de Tunis, il a reçu le prix Nobel de Médecine en 1928.
Connu pour sa démonstration de la transmission du typhus et la découverte du virus filtrant de la grippe en 1918, il est historiquement reconnu pour l’ensemble de ses travaux sur les agents et les modes de transmission des maladies infectieuses.
Il est enterré  dans l'enceinte de l'Institut Pasteur de Tunis.

## Résumé
L'auteur présente son ouvrage en ces termes  :
« 
Il y aura donc des maladies nouvelles. C’est un fait fatal. Un autre fait, aussi fatal, est que nous ne saurons jamais les dépister dès leur origine. Lorsque nous aurons notion de ces maladies, elles seront déjà toutes formées, adultes, pourrait-on dire. Comment les reconnaîtrons
nous ces maladies nouvelles, comment soupçonnerons nous leur existence avant qu’elles n’aient revêtu leur costume de symptômes ?

La connaissance des maladies infectieuses enseigne aux hommes qu’ils sont frères et solidaires. Nous sommes frères parce que le même danger nous menace, solidaires parce que la contagion nous vient le plus souvent de nos semblables. »
Charles Nicolle présente ensuite un exposé très argumenté et imagé, souvent considéré comme prémonitoire de la naissance, de la vie et de la mort des maladies infectieuses. Sa thèse centrale est que « La maladie infectieuse est un phénomène biologique comme les autres ». Il distingue trois modes d'existence des maladies infectieuses : celui de l’individu, de la collectivité et de l’histoire.
À l'échelle individuelle (homme, animal, plante), la maladie a son début, son cours et sa terminaison. À l'échelle collective, elle frappe un groupe d'êtres, vivants au contact des uns des autres, et d'un groupe à l'autre, une épidémie a son commencement, son évolution et sa fin. À l'échelle historique, une maladie vit à travers les âges « On est en droit de lui supposer, comme à tout ce qui vit, une origine (naissance) et une fin (mort) ». 
L'histoire d'une maladie infectieuse est nécessairement liée aux dynamiques de population en relation avec l'environnement naturel et social. Nicolle pose alors, en 1933, une série de questions qui seront au centre des recherches du XXIe siècle sur les maladies infectieuses émergentes :
« Les maladies infectieuses que nous observons ont-elles toujours existé ? En est-il, parmi elles, qui soient apparues au cours de l'histoire ? Peut-on supposer qu'il en paraîtra de nouvelles ? Peut-on supposer que certaines de ces maladies disparaîtront ? En est-il déjà disparu ? Enfin, que deviendront l'humanité et les bêtes domestiques si, du fait des contacts de plus en plus fréquents entre hommes, le nombre des maladies infectieuses continue d'augmenter ? ».

## Postérité
À partir des années 1950, Destin des maladies infectieuses devient introuvable en librairie. L'ouvrage semble appartenir à l'érudition historique. Le contexte d'alors était celui du triomphe de la médecine : les progrès sont tels qu'ils donnent l'illusion d'une maîtrise totale des maladies infectieuses.
En 1993, l'ouvrage est réédité à l'initiative de l'association des anciens élèves de l'Institut Pasteur. Il est présenté comme méritant une relecture attentive, car la pensée de Nicolle est rendue encore plus valable par l'actualité, face à l'épidémie de sida, à l'apparition de maladies nouvelles et la réactivation de maladies jugulées, chez l'homme comme chez l'animal.
Selon Jacques Ruffié et Jean-Charles Sournia, l'œuvre de Charles Nicolle a été minimisée, « même si l'expression de Destin des maladies infectieuses est peut-être imprudente ». Il est le premier à avoir entrevu l'équilibre symbiotique qui se crée entre l'homme et le germe, l'un s'habituant à l'autre, c'est-à-dire s'immunisant contre lui. Il soutient la notion de relativité et de contingence en biologie, le rôle du temps, de l'environnement et du terrain, atténuant la rigueur pasteurienne,.
Il donne aussi les preuves biochimiques et expérimentales de notions fondamentales, celles de maladie inapparente et de porteur sain. Si le microbe n'est plus la signature de la maladie, qu'est alors la maladie ? Nicole pose des jalons dans le territoire incertain qui sépare le normal du pathologique : du porteur sain contagieux à l'infecté manifestant une forme grave, en passant par l'infecté inapparent, l'infecté en incubation, et le primo-infecté protégé contre une forme plus grave.
À l'occasion de la pandémie de 2019-2020, le professeur Bruno Marchou, spécialiste en maladies infectieuses et tropicales à l’hôpital de Tarbes, évoque l'ouvrage de Charles Nicolle au cours d'une interview publiée dans la presse le 2 mars 2020.